# Łeba (rzeka)
Łeba – rzeka Pobrzeża Bałtyckiego o długości 117 km. Płynie przez Pojezierze Kaszubskie, Pradolinę Redy Łeby i Wybrzeże Słowińskie. Dorzecze zajmuje 1801 km².
W systemie administrowania wodami dorzecze Łeby zaliczane jest do obszaru dorzecza Wisły.

## Przebieg
Rzeka wypływa z terenów na zachód od Kartuz w okolicy Borzestowa na wysokości 170 m.
Przepływa przez szereg jezior, z których największymi są Długie Jezioro, Wielkie Jezioro, Jezioro Reskowskie, Jezioro Sianowskie i Łebsko. Uchodzi do Bałtyku koło miasta Łeba.
Od Jeziora Sianowskiego do ujścia przez rzekę prowadzi szlak spływów kajakowych.
Dopływy: Białogardzka Struga, Charbrowska Struga, Chełst, Dębnica, Jezierna Struga, Jeżowska Struga, Kisewska Struga, Kanał Łebski, Kanał Mielnicki, Okalica, Kanał Pobłocko-Łebski, Pogorzelica, Rzechcinka, Sitnica, Struga B Strzepcz, Struga Kożyczkowska, Struga Krępkowicka, Struga Mirachowska, Węgorza.
Główne miejscowości leżące nad Łebą: Miechucino, Sianowo, Staniszewo, Miłoszewo, Bożepole Wielkie, Łęczyce, Lębork i Łeba.

## Jakość wód
Łebą płyną metale ciężkie, w ciągu 2012 roku w ilościach: 3,3 tony cynku, 0,9 tony miedzi, 0,9 tony ołowiu, ok. 100 kg kadmu, 0,4 tony chromu oraz 0,9 tony niklu.

## Historia
Po I wojnie światowej rzeka po polskiej stronie granicy w górnym biegu nosiła nazwę Łeba, zaś po stronie niemieckiej w środkowym i dolnym biegu Leba. W okresie międzywojennym na odcinku pomiędzy miejscowościami Tłuczewo i Paraszyno ustanowiono granicę między II Rzecząpospolitą a Republiką Weimarską.
W 1948 roku ustalono urzędowo nazwę Łeba dla dolnego i środkowego biegu w miejsce niemieckiej – Leba Fluss.
W latach 1920–1930, dolny bieg rzeki tj. od Lęborka do ujścia do Jeziora Łebskiego został uregulowany poprzez odcięcie zakoli, przekopanie odcinków prostujących bieg i powstanie kilkunastu starorzeczy. Najdłuższymi są zakole na wysokości miejscowości Gorzyno i stare ujście do Jeziora Łebskiego na prawo od obecnego ujścia koło miejscowości Gać.

## Ochrona przyrody
U ujścia w półkolu zakreślonym promieniem długości 500 m w kierunku morza ze wschodniej głowicy wejścia do portu został ustanowiony stały obwód ochronny, w którym obowiązuje zakaz połowu.
Na morskich wodach wewnętrznych w granicach portu został ustanowiony okresowy obwód ochronny dla troci wędrownej i łososia, który obowiązuje od 15 września do 31 grudnia. Wprowadzono zakaz sportowego połowu ryb metodą spinningową na wodach portowych.
Górny bieg rzeki objęty jest ochroną siedliskową Natura 2000 Dolina Górnej Łeby.